# Гвоздев, Иоанн Михайлович
Отец Иоанн (Иван) Михайлович Гвоздев (12 (24) мая 1859, Шатенево, Российская империя — 1932, Вологодская область, СССР) — священник, депутат от духовенства в земских и городских собраниях губернии, депутат IV Государственной думы Российской империи от Вологодской губернии (1912—1917), член фракции правых.

## Биография
Иоанн (Иван) Гвоздев родился 12 (24) мая 1859 года в семье диакона Шатеневской Николаевской церкви Никольского уезда (Вологодская губерния). В 1880 году Иоанн окончил Вологодскую духовную семинарию.
С 25 июня 1880 года Гвоздев был псаломщиком Шонгской Николаевской церкви родного уезда Вологодской епархии. 18 февраля 1882 года он был определён на место священника к Сараевской Троицкой церкви того же уезда (занял место умершего тестя), а 21 марта — рукоположен в сан священника. Оставался в должности священника в селе Сараево более 20 лет, до 1902 года.
Одновременно Иоанн Михайлович являлся законоучителем и попечителем земского начального училища, заведующий Савинской школы грамоты и наблюдателем за церковными школами. Был благочинным третьего округа родного уезда.
В 1902 году Гвоздев стал протоиереем и получил пост настоятеля Никольского Сретенского собора. Кроме того, он стал законоучителем и заведующим Никольской соборной церковной школы, а также председателем Никольского отделения Стефано-Прокопиевского братства и членом Александро-Невского братства при духовном училище.

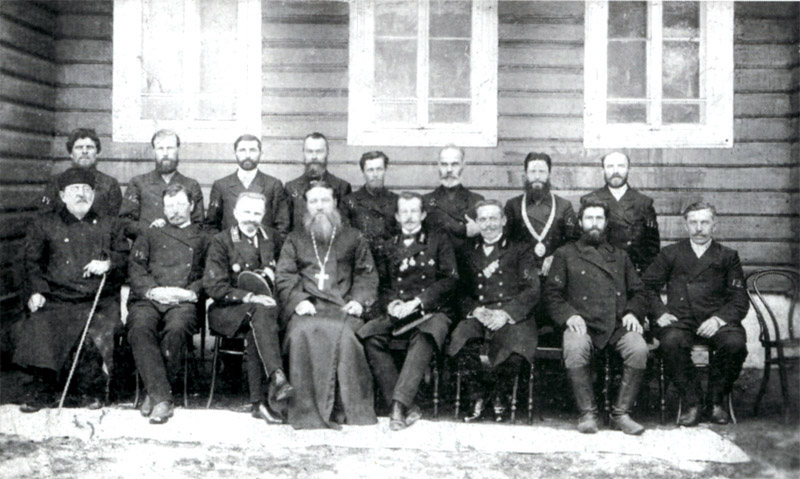
Деятели Никольского уездного Земского собрания и Управы (о. Иоанн в центре, 1910-е)

Иоанн Гвоздев был депутатом по делам следственным, хозяйственным и училищным. Выполнял роль депутата от духовенства в земских и городских собраниях уполномоченных. Был членом попечительского совета Никольской женской гимназии и входил в правление духовного училища. Занимал должность директора Никольского тюремного комитета и был попечителем комитета Дуниловской (менее вероятно, Даниловской) богадельни.
В дополнение ко всему вышеперечисленному, Гвоздев был председателем приходского попечительства и председателем (или заместителем председателя) комитета Попечительства о народной трезвости. Являлся пожизненный членом-соревнователем Императорского православного Палестинского общества. Имел дом в городе Никольск Вологодской губернии.

### В Государственной Думе
20 октября 1912 года протоиерей отец Иоанн был избран в Четвёртую Государственную думу Российской империи от первого (по некоторым данным, также и от второго) съезда городских избирателей. В 1913 году, в составе группы из 15 депутатов, подписал поздравление с пятидесятилетним юбилеем бывшего депутата, настоятеля Лальского собора протоиерея Алексея Попова.
В IV Думе Гвоздев вошёл во фракцию правых. После её раскола в ноябре 1916 года, он примкнул к группе Независимых правых, состоящей из 32 депутатов во главе с князем Б. А. Голицыным. Был членом пяти думских комиссий: по городским делам, редакционной, по народному образованию, земельной и по местному самоуправлению. Всё денежное содержание депутата Иван Михайлович перечислял инвалидам и ветеранам Русско-японской войны.

### В Советской России
После Февральской революции 1917 года Иоанн Михайлович Гвоздев выехал на малую родину. В 1931 году дом и всё имущество Гвоздева были конфискованы: были также уничтожены документы, рукописи, дневники, переписка. После выселения на улицу отец Иоанн с женой, будучи больными, пешком добрались до деревни Варламцево. В 1932 году Иван Михайлович Гвоздев скончался.

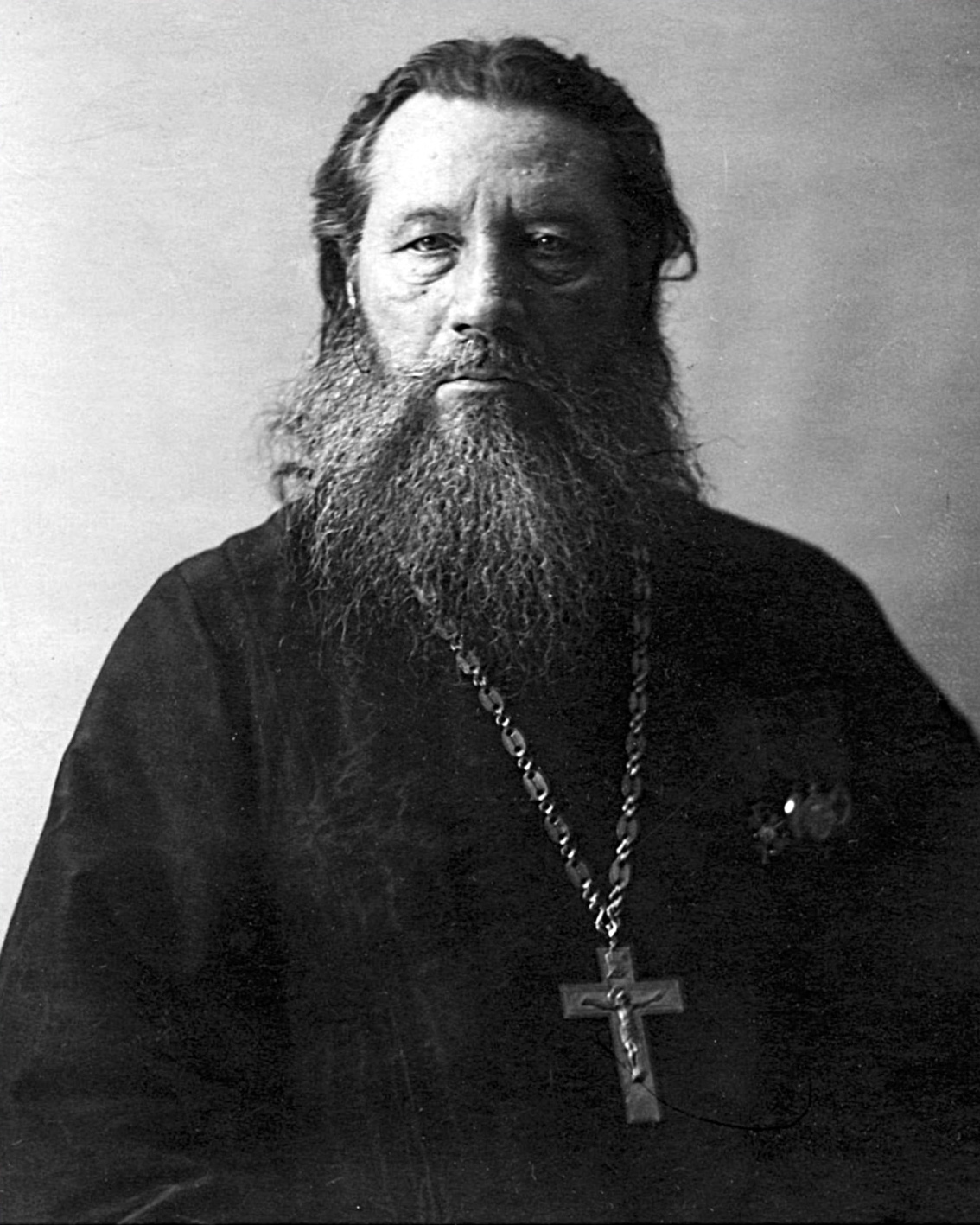
Отец Иоанн в 1913 году

## Награды
И. Гвоздев был награжден двумя орденами Святой Анны (на 1913 год — 3-й степени), а также отмечен рядом церковных наград — в том числе, наперсным крестом Священного Синода и правом на ношение митры.

## Семья
Иоанн Гвоздев был женат на Ольге Ипполитовне Гвоздевой (урожденная Кузнецова, около 1860—1933) — дочери священника сараевской Троицкой церкви Никольского уезда Ипполита Гавриловича Кузнецова. У четы было трое детей:
- Анна (род. около 1890) — обучалась в Устюжском епархиальном училище.
- Раиса (род. около 1894).
- Михаил (род. около 1897).

По некоторым данным на 1912 год всего детей в его семье было пятеро (плюс дочь Софья и сын Евгений), хотя есть сведения и о прежнем количестве детей.